# Tmarus punctatissimus
Tmarus punctatissimus es una especie de araña cangrejo del género Tmarus, familia Thomisidae.

## Distribución
Esta especie se encuentra en Portugal, España, Francia, Cáucaso, Rusia, Irán, Turkmenistán, Corea y Japón.